# Jasmine Caro
Jasmine Caro (Hialeah, Florida; 2 de junio de 1989) es el nombre artístico de una actriz pornográfica cubana-estadounidense que actualmente está retirada de la industria pornográfica.
Caro fue Penthouse Pet del mes de mayo de 2014, siendo portada de la revista. Cuenta con más de 35 películas rodadas, pero no ha conseguido nunca una nominación al Premio AVN o al Premio XBIZ.

## Biografía
Caro nació en Hialeah en el estado de Florida, proveniente de una familia con ascendencia cubana. Entró en la industria pornográfica en el año 2014, y desde entonces se volvió una de las actrices más populares del año, logrando el premio Penthouse del mes de mayo.
Desde entonces, Jasmine ha trabajado para diversas compañías como Brazzers (Wish Upon a Squirt; El Pelón de Brazzers), Naughty America (Latin Adultery 27), Mofos (This is a Nude Beach Now), Reality Kings (Jizz on Jazz), Penthouse (Spring Break Hookup) y Wicked Pictures (Joy Ride). Desde el año 2016 su carrera se pausó, y sólo se han publicado vídeos compilatorios de escenas de Jasmine rodadas en años anteriores.

## Vida personal
Jasmine Caro es soltera, y separa su vida de actriz porno con su vida privada, ya que nunca ha dado a conocer su real nombre y sólo algunos miembros de su familia conocen su faceta de actriz pornográfica. Jasmine habla perfectamente los idiomas español e inglés.

"Mi trabajo y mi personalidad son cosas diferentes, trabajo es trabajo, y pues aquel que me quiere me va a querer por quién yo soy y no por lo que hago”.
Jasmine Caro, respondiendo acerca de su vida de actriz y su vida privada en América TeVe (2014).

## Filmografía
- Wish Upon a Squirt (2014)
- Joy Ride (2015)
- This is a Nude Beach Now (2014)
- Latin Adultery 27 (2014)
- Big Tit Creampie 29 (2014)
- Naughty Office 44 (2016)
- Let's Try Anal (2015)
- Girls Of Bangbros Vol. 56: Jasmine Caro (2016)
- Giant Juicy Juggs 2 (2014)

## Premios y nominaciones

### Premios
- 2014 - Penthouse - Penthouse Pet (mes de mayo)
- 2014 - Danni - DanniGirls of the Month (mes de junio)